# Томас з Монмута
Томас з Монмута (до 1149, Монмут, Уельс — після 1172, Норвіч, Англія) — валієць, монах бенедиктинського монастиря в Норвічі, в Норфолку, Англія в 12 столітті. Став відомим його книгою «Життя і чудеса святого Вільяма з Норвіча» (кривавий наклеп проти євреїв).

## Біографія
Томас ймовірно народився в Монмуті, так як він ідентифікується своїм ім'ям від назви цього міста. Історик Гевін І. Ленгмюра говорить, що він мав хорошу освіту.
Він прибув у Норвіч в 1149—1150 роках, декілька років після смерті Вільяма з Норвіча у 1144 році, вбитої англійської дитини, у вбивстві котрої звинувачувалася єврейська діаспора Англії. Томас швидко присвятив себе канонізації Вільяма, шляхом збору доказів його святості і, стверджуючи, що він був замучений при ритуальному вбивстві. Він стверджував, що отримав видіння від померлого в 1119 році єпископа Норвіча, Herbert de Losinga. Losinga сказав йому, що тіло Вільяма повинне бути перенесено в храм монастиря. Томасу довелося поборювати скептичне ставлення настоятеля Ілія, який не був переконаний у святості Вільяма. Але мощі були перенесені в 1150-му році, перед смертю настоятеля.

## Життя і чудеса св. Вільяма з Норвіча

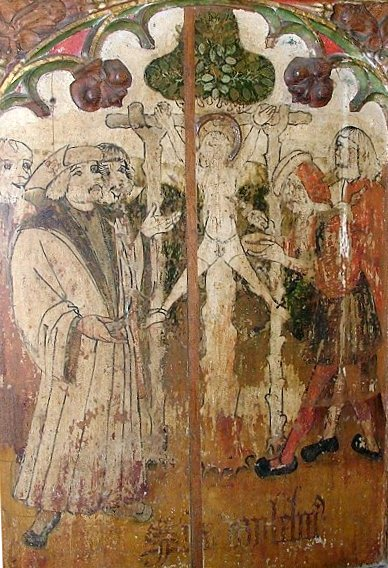
Розп'яття Вільяма, Свято-Троїцький храм в Норфолку, Лондон

Томас стверджував, що хрещений єврей (маранин) на ім'я Теобальд з Кембриджа сказав йому, що кожен рік є міжнародний рада євреїв, на яких вони вибирають країну, в якій дитина має бути вбита перед їх Пасхою. Це тому, що єврейське пророцтво говорить, що вбивство християнські дитини щороку буде гарантувати те, що євреї будуть повернуті в Палестину. У 1144 році Англія була обрана, і лідери єврейської діаспори делегували євреїв з Норвіча виконати вбивство. Вони викрали і розп'яли Вільяма
Це був один з найраніших описів звинувачення в ритуальному вбивстві у християнській Європі. Ленгмюр наводить на думку, що Томасу належить твердження, що євреї розіп'яли Вільяма таким чином, щоб імітувати смерть Ісуса Христа. Більш ранні автори писали тільки що євреї винні у вбивстві Вільяма внаслідок відвору його крові. Вважається що дослідження Томаса з Монмуту сприяли вигнанню євреїв з Англії у 1290 році.
Томас продовжував додавати матеріали до своєї книги й після виходу першого тому в 1150 році. Другий том написав, ймовірно, в 1455 р. Беннетт припускає, що Томас зустрівся з значним скептицизмом і несприйняттям в самій церкві, і визнає що Томас був майстром ведення дискусії й відстоювання своїх поглядів. Книга Томаса з передмовою була завершена в 1172 році.
Рукописи Томаса були виявленими М. Р. Джеймсом і опубліковані в 1896 році, з історичними коментарями Джеймса і Августа Джесопа.